# Mariä Reinigung (Konzenberg)

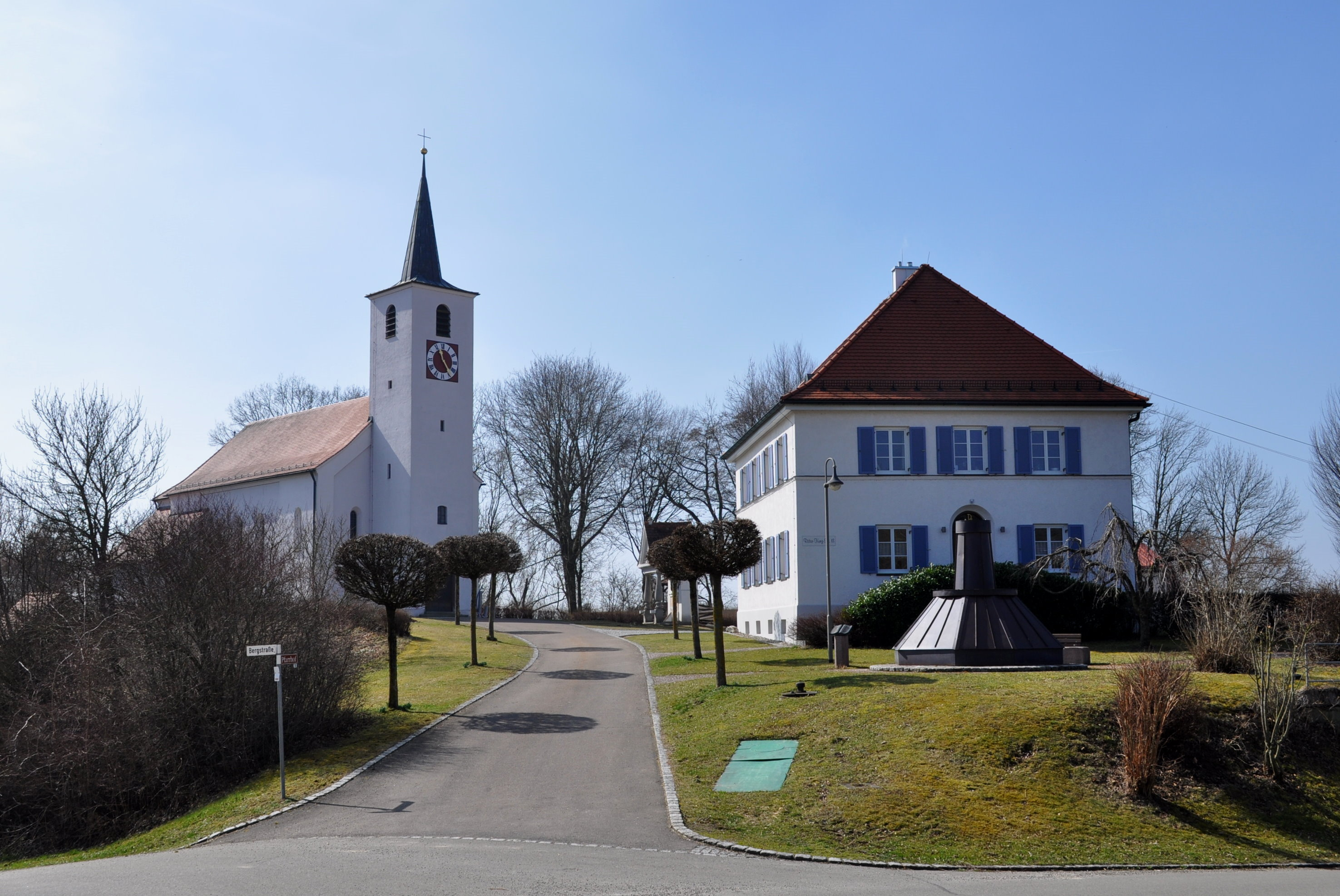
Mariä Reinigung in Konzenberg

Die römisch-katholische Pfarrkirche Mariä Reinigung steht in Konzenberg, einem Gemeindeteil von Haldenwang im schwäbischen Landkreis Günzburg in Bayern. Das Bauwerk ist in der Liste der Baudenkmäler in Haldenwang als Baudenkmal unter der Nr. D-7-74-140-11 eingetragen. 

## Beschreibung
Die Saalkirche wurde 1853/54 anstelle der Kapelle von Schloss Haldenwang erbaut, nachdem diese der Kirchengemeinde nicht mehr zur Verfügung stand. Sie besteht aus einem Langhaus, einem eingezogenen, dreiseitig geschlossenen Chor im Süden und dem Fassadenturm im Norden, in dem sich das Portal befindet, und der mit einem spitzen Helm bedeckt ist. Sein oberstes Geschoss beherbergt den Glockenstuhl. Im Geschoss darunter ist das Zifferblatt der Turmuhr angebracht. Der Innenraum des Langhauses ist mit einer Flachdecke überspannt. Zur Kirchenausstattung gehört ein Hochaltar von 1945. Auf einem um 1500 entstandenen Relief sind die Statuetten der Vierzehn Nothelfer untergebracht.